# Lactarius purpureobadius
Lactarius purpureobadius é um fungo que pertence ao gênero de cogumelos Lactarius na ordem Russulales. Encontrado no Marrocos, foi descrito cientificamente por Basso em 2009.